# الرابطة الوطنية للصم (الولايات المتحدة)
الجمعية الوطنية للصم (NAD) هي منظمة لتعزيز حقوق الصم في الولايات المتحدة. تأسست الرابطة في سينسيناتي، أوهايو، كمنظمة غير ربحية في 1880 يديرها أشخاص صم للدفاع عن حقوق الصم، وكان أول رئيس لها هو روبرت ب. ماكغريغور من أوهايو. وتضم جمعيات من جميع الولايات الخمسين وواشنطن العاصمة، وهي عضو الولايات المتحدة في الاتحاد العالمي للصم، الذي يضم أكثر من 120 جمعية وطنية للصم كأعضاء. ويقع مقرها الرئيسي في سيلفر سبرينغ، ماريلاند.
كان جميع رؤسائها مصابين بالصمم المتأخر حتى سبعينيات القرن العشرين. وهي مسؤولة عن برامج سفراء ملكة جمال الصم الأمريكية، التي تُعقد أثناء مؤتمرات الجمعية. وقد دافعت عن حقوق الصم في جميع جوانب الحياة، من وسائل النقل العام إلى التعليم.

## بيان الرابطة
تتمثل مهمة الرابطة الوطنية للصم في «حفظ وحماية وتعزيز الحقوق المدنية والإنسانية واللغوية للأشخاص الصم وضعاف السمع في الولايات المتحدة الأمريكية».
وهي تعمل أيضاً بجانب مساعدتها الأشخاص الصم، على تعزيز المعرفة بحقوق وثقافة ولغة الأشخاص الصم للقادرين على السمع.

## الأنشطة
تدافع الرابطة الوطنية للصم عن أي قضايا مرتبطة بحقوق الصم. وقد عملت في وقت مبكر على الحفاظ على لغة الإشارة، وخاصة إبان فترة جورج فيديتز. حيث استخدم فيديتز، خلال فترة رئاسته، وأعضاء آخرون في الرابطة تقنية الفيلم الجديدة لالتقاط الأفراد الذين يستخدمون لغة الإشارة حتى لا تضيع لغتهم أبداً.
على الرغم من عدم السماح بقبول عضوية الأميركيين من أصل أفريقي حتى وقت لاحق، فقد دافعت الرابطة بدءاً من أوائل القرن العشرين عن التدريب المهني لأفراد «الصم الملونين». تشكلت العديد من المجموعات، بما في ذلك المدافعون الوطنيون عن الصم السود، كنتيجة للافتقار إلى الحقوق الممنوحة للسود في الرابطة الوطنية للصم.
كما ناضلت الرابطة الوطنية للصم من أجل إبقاء المعلمين الصم لتدريس الطلاب الصم وفتح مدارس سكنية للصم في جميع أنحاء البلاد.
وقع الرئيس ويليام هوارد تافت قانوناً في 1909، يسمح للأفراد الصم بإجراء امتحانات الخدمة المدنية فقط بعد أن ناضلت الرابطة لجعل هذا الأمر قانونياً.
كانت الرابطة من أشد المؤيدين لفكرة إضافة الترجمة إلى الأفلام، وفي 1958، وقع الرئيس دوايت أيزنهاور قانوناً يلزم إضافة الترجمة إلى الأفلام.
وقد دعمت الرابطة الطلاب وأعضاء هيئة التدريس بجامعة غالوديت في احتجاجات «رئيس أصم الآن» في 1988.
كما ناضلت الرابطة من أجل قانون الأمريكيين ذوي الإعاقة لعام 1990. وفي الآونة الأخيرة، دعت الرابطة الوطنية للصم إلى توفير ترجمة لتعليقات الحكام والمذيعين في الملاعب الرياضية الاحترافية. وعملت الرابطة على إلزام شركات التأمين بقبول عملاء من الصم، وإلزام أصحاب العقارات بقبول مستأجرين من الصم. وأصبحت الفنادق ملزمة حالياً بتوفير ساعات منبهة وأجهزة كشف الدخان «مناسبة للصم» بسبب إصرار الرابطة على هذه المسألة.
وتكافح الرابطة من أجل حق الأفراد الصم في استخدام لغة الإشارة الأمريكية وتوفير مترجم فوري لهم. يقدم موقع الرابطة الوطنية للصم معلومات عن حقوق الأفراد الصم وكيفية الحصول عليها.
يتضمن مؤتمر الرابطة الوطنية للصم الذي يُعقد كل عامين منح جوائز مختلفة.

### شكوى في جامعة كاليفورنيا، بيركلي
قدمت الرابطة الوطنية للصم شكوى إلى قسم الحقوق المدنية بوزارة العدل الأمريكية في 2014، زاعمة أن آلاف المحاضرات ومحتوى الدورات الأخرى المتوفرة مجاناً عبر يوتيوب وآي تيونز من قبل جامعة كاليفورنيا، بركلي تنتهك قانون الأمريكيين ذوي الإعاقة لعام 1990 لأن العديد من المحاضرات في برنامج الدورة التدريبية المفتوحة الضخمة عبر الإنترنت بالجامعة تضمنت ترجمات تلقائية، تتضمن على أخطاء. وخلصت وزارة العدل في 2016 إلى أن المحتوى ينتهك قانون الأمريكيين ذوي الإعاقة ما لم يخضع للتحديث ليتوافق مع إرشادات إمكانية الوصول إلى محتوى الويب الحالية. ورداً على ذلك، صرح متحدث باسم الجامعة أن تكاليف «الترجمة وحدها ستتجاوز مليون دولار» وأن الجامعة ستمتثل لأمر وزارة العدل بإزالة كل المحتوى من الوصول العام.

## محطات هامة
- 1896: انتخاب أول امرأة (جوليا فولي) لمجلس إدارة الرابطة الوطنية للصم.[12]
- 1960: تأسيس الرابطة الوطنية للصم للشباب.[12]
- 1964: السماح لأول مرة لأعضاء الرابطة الوطنية للصم من النساء بالتصويت.[12]
- 1965: قبول الأعضاء السود لأول مرة في الرابطة.[12]
- 1972: أقيمت أول مسابقة ملكة جمال أمريكا للصم (التي كانت تسمى مسابقة ملكة جمال مواهب أمريكا للصم حتى 1976)[13] خلال مؤتمر الرابطة الوطنية للصم في ميامي بيتش بولاية فلوريدا؛ وكانت الفائزة آن بيلينغتون.[14][15]
- 1980: أصبحت غيرترود غالواي أول امرأة ترأس الرابطة الوطنية للصم.[12]

## الجمعيات الحكومية
ترتبط الجمعيات الحكومية بالرابطة الوطنية للصم ولكنها مستقلة عنها. توجد جمعيات حكومية في جميع الولايات الخمسين وواشنطن العاصمة، والعديد منها يوفر العضوية المزدوجة للرابطة الوطنية للصم. تستمد بعض الجمعيات الحكومية لوائحها الداخلية من الرابطة الوطنية للصم.